# Moonton
Shanghai Moonton Technology Co. Ltd. (chinois : 上海沐瞳科技有限公司 ; pinyin : Shànghǎi mù tóng kējì yǒuxiàn gōngsī), communément appelé Moonton, est un développeur et éditeur de jeux vidéo chinois basé à Shanghai. Il est notamment connu pour le jeu mobile d'arène de bataille en ligne multijoueur (MOBA) Mobile Legends: Bang Bang sorti en juillet 2016. 

## Histoire
Moonton a été fondée en avril 2014 par Xu Zhenhua et Yuan Jing, qui sont devenus co-directeurs généraux (PDG),. La société s'appelait initialement YoungJoy Technology Limited.
Le premier jeu vidéo de Moonton, le jeu de tower defense (TD) Magic Rush: Heroes, est sorti le 6 avril 2015.
Mobile Legends a commencé à être développé après l'achèvement de Magic Rush: Heroes et est sorti sous le nom de Mobile Legends: 5v5 MOBA en 2016, et est devenu populaire en Asie du Sud-Est, notamment en Indonésie et en Malaisie, où il a été l'application de jeu mobile gratuite la plus téléchargée parmi les utilisateurs d'iPhone en 2017,. Le jeu est distribué par Elex Tech aux États-Unis.
Riot Games a soupçonné que Mobile Legends: 5v5 MOBA portait atteinte à la propriété intellectuelle de League of Legends, et a exigé que Google retire le jeu de Google Play et de l'App Store. Moonton a retiré le jeu avant que Google ne puisse agir et l'a finalement relancé sous le nom de Mobile Legends: Bang Bang le 9 novembre 2016,. En juillet 2017, Riot Games a intenté une action en justice contre Moonton pour violation du droit d'auteur, en invoquant des similitudes entre Magic Rush et Mobile Legends contre League of Legends. L'affaire a été rejetée par la Cour de district des États-Unis pour le district central de Californie pour cause de forum non convenience.
Tencent, la société mère de Riot Games, a suivi avec un procès séparé devant le tribunal populaire intermédiaire n° 1 de Shanghai contre Xu Zhenhua - précédemment un employé senior de Tencent - pour violation des accords de non-concurrence. Tencent a gagné le procès en juillet 2018 et a reçu un règlement de 2,9 millions de dollars (19,4 millions de CN¥).
Le 22 mars 2021, le développeur de TikTok, BABE, Resso et Lark, ByteDance, par le biais de sa filiale de jeux vidéo Nuverse, a acquis Moonton pour 4 milliards de dollars américains. ByteDance a remporté une offre de Tencent,. 

## Liste des produits
| Année | Titre                     | Genre(s)                               | Plateforme(s) |
| ----- | ------------------------- | -------------------------------------- | ------------- |
| 2015  | Magic Rush: Heroes        | Tower defense                          | Android, iOS  |
| 2016  | Mobile Legends: 5v5 MOBA  | Arène de bataille en ligne multijoueur | Android, iOS  |
| 2016  | Mobile Legends: Bang Bang | Arène de bataille en ligne multijoueur | Android, iOS  |
| 2019  | Mobile Legends: Adventure | Rôle à défilement horizontal           | Android, iOS  |
| 2020  | Mobile Legends: Pocket    | N/A (application de simulateur mobile) | Android, iOS  |
| 2020  | Sweet Crossing: Snake.io  | Snake                                  | Android, iOS  |